# Polítiques lingüístiques per a la immigració a Austràlia
Les polítiques lingüístiques per a la immigració a Austràlia són les polítiques lingüístiques destinades a la recepció d'immigrants que tenen una llengua materna diferent a la parlada al país on van.

## Història
Austràlia fou originalment un país poc poblat amb l'anglès com a idioma oficial, a mitjan segle xix la descoberta d'or determinà la immigració en massa, i després la població anà creixent a un ritme més lent: 400.000 habitants l'any 1850; 800.000 el 1900, 14.044.100 el 1976, 14.926.800 el 1981, 17.800.600 el 1993 i 19.485.278 el 2001. Més del 95% de la població actual d'Austràlia és formada per nòrdics procedents gairebé tots de les Illes Britàniques. Els aborígens australians, únics pobladors fins a l'establiment dels europeus, avui només representen l'1,5% de la població. La immigració procedeix bàsicament del Regne Unit, Irlanda i Nova Zelanda (24,6% el 1996) i de la Xina i d'estats del sud i del sud-est asiàtic (27,5%).

## Serveis lingüístics oferts pel govern australià a les persones immigrants
El govern australià ofereix diferents serveis lingüístics a les persones immigrants que acaben d'arribar:
- Classes d'anglès:[2] el Programa d'Anglès per a Adults Emigrants (AMEP) té per objectiu ensenyar anglès als nouvinguts, a fi que es puguin integrar plenament a la societat australiana, i orientar-los perquè puguin continuar estudiant en un futur. Els immigrants que s'adhereixen a aquest programa tenen servei de guarderia gratuït.
- Serveis de traducció i interpretació:[3] el Servei Nacional de Traducció i Interpretació (TIS) forma part del Departament d'Immigració i Ciutadania i es va crear l'any 1987. Està disponible 24 hores els 7 dies de la setmana i a tot el territori australià. El TIS facilita el contacte entre les persones que no parlen anglès i els intèrprets, d'aquesta manera s'agilitza l'accés a l'administració. Aquest servei s'ofereix en més de 170 llengües i dialectes.
- Altres serveis:[4] les persones que es vulguin nacionalitzar a Austràlia han de passar un examen on han de demostrar certs coneixements sobre el país i sobre les responsabilitats i privilegis de tenir la nacionalitat australiana. A més, a l'examen també es valoren els coneixements d'anglès, la llengua nacional. A la pàgina web del Govern hi ha el llibre electrònic amb tot el temari, a més de 4 models d'examen i un tutorial.

També es fan classes presencials per a les persones que no tenen prou coneixements d'anglès escrit o tenen problemes d'alfabetització, i que per tant, presenten dificultats a l'hora de preparar l'examen de manera autònoma. Des de les escoles i els instituts també es prepara als nens immigrants perquè puguin obtenir la nacionalitat australiana.

## Cronologia històrica de les diferents polítiques lingüístiques a Austràlia
Des de l'arribada dels anglesos a Austràlia, es distingeixen 4 fases en la història de les polítiques lingüístiques en aquest país:
- Primers 100 anys de colonització: l'única llengua oficial era l'anglès. Les diferents llengües que convivien amb l'anglès, majoritàriament les aborígens, eren menyspreades.
- Cap a l'inici del segle XX l'anglès continuava sent l'única llengua oficial i les escoles eren monolingües. A les escoles de nova creació sí que hi comença a haver la possibilitat de poder aprendre llengües estrangeres, tot i que les hores lectives d'aquests idiomes eren molt poques.
- Des del 1914 i fins al 1970 l'anglès era la llengua predominant i la utilització de llengües estrangeres no estava ben vista. El que es pretenia era la inexistència de diferències entre els habitants nacionalitzats, els immigrants i els aborígens. L'aprenentatge de llengües estrangeres era pràcticament nul. L'única idioma que es necessitava per accedir a la universitat era l'anglès, tret de la Universitat de Melbourne.
- A partir de 1970, veient el declivi en l'aprenentatge de llengües estrangeres sobretot del francès, es comencen a fomentar les llengües estrangeres i es reconeix el multilingüisme.

Als anys 80 es comença a potenciar l'aprenentatge de segones llengües a les escoles i als instituts australians. El 1987 s'implementa la National Policy on Languages (Política Lingüística Nacional). Gràcies a aquesta política lingüística a totes les escoles d'Austràlia s'ensenya alguna llengua estrangera. Per obtenir el certificat escolar és obligatori demostrar coneixements en alguna de les llengües curriculars proposades pels diferents departaments d'educació de cada territori. La tria es fa segons les necessitats de cada regió.
Avui en dia l'anglès és la llengua oficial d'Austràlia però més de 2 milions de persones, el 14,6% de la població, parlen un total de 240 llengües diferents; 44 de les quals són llengües indígenes.

## Polítiques lingüístiques aplicades als estudiants immigrants
Segons l'informe PISA de 2003, només Austràlia i el Canadà no mostren diferències significatives entre els estudiants nacionals i els estudiants immigrants de primera i segona generació que no parlen la llengua d'instrucció a casa. Això es deu, en part, a les polítiques d'immigració més selectives d'ambdós països. A la resta de països analitzats, la diferència en el rendiment escolar entre estudiants nacionals i immigrants és molt significativa. La majoria d'estudiants no tenen prou oportunitats per aprendre la llengua d'instrucció, i si no reben el suport adient per aprendre-la, la seva integració a l'escola i el seu futur accés al mercat de treball es veurà troncat.

## Educació primària
En la majoria dels 50 països analitzats, mes del 50% dels escolars que parlaven la llengua d'instrucció amb dificultat assistien a programes d'immersió amb suport lingüístic sistemàtic. Aquests nens i nenes van a classe però, a més, reben suport lingüístic durant les classes o durant períodes addicionals a fi de millorar la llengua que es parla a l'aula. Països com Finlàndia, Austràlia (estat de Victòria) i Suècia ofereixen programes d'immersió (amb una fase preparatòria) per als nouvinguts.

## Educació secundària
Els programes intensius d'immersió lingüística amb fase preparatòria per als estudiants immigrants són comuns a Austràlia (Nova Gal·les del Sud i Victòria), el Canadà, els Països Baixos i Suïssa (Zúric). Més del 20% dels alumnes immigrants d'educació secundària participen en aquest tipus de programes a Austràlia (Queensland), Finlàndia i Suècia.
La fase preparatòria consisteix en un programa intensiu centrat en el desenvolupament de la llengua durant un període limitat (entre 6 i 12 mesos). Així s'aconsegueix que els estudiants immigrants facin la transició a la vida escolar ordinària de manera més ràpida i exitosa.
Tan a Austràlia com al Canadà els estudiants immigrants i els estudiants nacionals obtenen resultats acadèmics molt semblants. Tot i que ambdós duen a terme unes polítiques d'immigració molt selectives, també tenen un suport lingüístic molt ben estructurat.
Els programes d'Austràlia, el Canadà i Suècia tenen els següents punts en comú:
- Els programes sistemàtics tenen paràmetres i requisits definits.
- Tenen currículums definits a nivell local però basats en documents curriculars desenvolupats a nivell nacional.
- El programa presenta uns paràmetres elevats, a fi que els estudiants aprenguin la llengua dins el context curricular regular i la puguin integrar dins el nivell adequat d'instrucció.
- Tenen programes intensius d'immersió lingüística amb límit de temps.
- Els programes ofereixen suport continuat tant en l'educació primària com en la secundària.
- Els docents encarregats d'ensenyar als alumnes la llengua d'instrucció, han rebut formació especialitzada durant els estudis universitaris o en cursos especials. Molts professors s'han especialitzat en l'ensenyament de la llengua d'instrucció com a llengua estrangera.
- Els professors encarregats d'ensenyar la llengua d'instrucció com a llengua estrangera cooperen juntament amb els professors de classe per assegurar que les necessitats dels alumnes immigrants queden cobertes.

## Política de Llengües Aborígens a Nova Gal·les del Sud
Aquesta política ajuda les persones i comunitats aborígens de Nova Gal·les del Sud a revitalitzar les llengües tradicionals utilitzant els coneixements ja existents i fomentar els canvis necessaris per a implementar projectes lingüístics allà on es demani.
La Política d'Educació Aborigen a Nova Gal·les del Sud, modificada l'any 1996, defensa que «les llengües aborígens s'han de conservar, recuperar i reivindicar». La Declaració de Responsabilitats del Govern de Nova Gal·les del Sud sobre els aborígens reforça aquest principi dient que «la llengua és un component important per al llegat cultural i identitari […] la importància d'aprendre les llengües aborígens és reconeguda com a vital per als estudiants aborígens».
Des de fa uns anys, el Govern de Nova Gal·les del Sud duu a terme diferents iniciatives. L'any 1998 es va crear l'Aboriginal Languages Interim Framework K-10, document que té per objectiu ajudar els professors de llengües aborígens a les escoles. A partir d'aquest document s'ha pogut desenvolupar un programa d'estudis de llengües aborígens, on hi participen gent aborigen i diferents organitzacions.